# Operclipygus mutuca
Operclipygus mutuca  (лат.) — вид мирмекофильных жуков-карапузиков из семейства Histeridae (Histerinae, Exosternini). Южная Америка: Бразилия. Длина 1,72—1,87 мм, ширина 1,44—1,62 мм. Цвет красновато-коричневый. Лоб плоский. В расположении отверстий антериальных пронотальных желёз наблюдается половой диморфизм (у самцов отверстия желёз сопряжены с поднятиями пронотальных бороздок, а у самок они открываются у переднего края пронотума). Фронтальные бороздки лба поперечные. Вид был впервые описан в 2013 году энтомологами Майклом Катерино (Michael S. Caterino) и Алексеем Тищечкиным (Santa Barbara Museum of Natural History, Санта-Барбара, США) и в ходе их ревизии рода Operclipygus включён в его состав и отнесён к видовой группе O. mirabilis group. Обнаружены в колониях муравьёв-листорезов Acromyrmex octospinosa. Название дано по месту нахождения типовой серии таксона (Fazenda Mutuca, около Cuiabá, центральный бразильский штат Мату-Гросу).